# کورتیس می‌فیلد
کورتیس لی مِی‌فیلد (به انگلیسی: Curtis Lee Mayfield) (زادهٔ ۳ ژوئن ۱۹۴۲ - درگذشتهٔ ۲۶ دسامبر ۱۹۹۹)؛ خواننده و موسیقی‌دان اهل آمریکا است.